# Arboreto del Estado de Idaho
El Arboreto del Estado de Idaho (en inglés: Idaho State Arboretum) es un arboreto que está ubicado en el interior del Campus de la Universidad Estatal de Idaho en Pocatello, Idaho.

## Localización
Idaho State Arboretum 921 S. 8th Avenue Idaho State University Campus Pocatello, Bannock county, Idaho ID 83209 United States of America-Estados Unidos de América. 
Planos y vistas satelitales.42°51′40.54″N 112°26′3.43″O / 42.8612611, -112.4342861
Está abierto al público todos los días sin cargo e incluye una caminata organizada por los árboles.

## Historia
El 11 de marzo de 1901, el Gobernador Frank W. Hunt firmó la SB 53, estableciendo de este modo la "Academia de Idaho", que depende de las donaciones de tierras privadas que se realizan para su sitio. La Academia de Idaho fue inaugurada oficialmente en Pocatello el 1 de mayo de 1901.
En 1915, la "Academy of Idaho" fue renombrada como "Idaho Technical Institute" comienzan las plantaciones de especies del Campus. En 1927 fue renombrada otra vez en esta ocasión como "University of Idaho - Southern Branch". En 1947 fue renombrada por cuarta vez a "Idaho State College".
En 1963, la escuela fue renombrada por quinta y última vez como "Idaho State University", lo que refleja su nueva condición completa de cursos de cuatro años de la universidad pública.

## Colecciones
Entre los árboles y arbustos que alberga el arboreto incluye:
Acer glabrum, Acer negundo, Aesculus hippocastanum, Berberis thunbergii, Betula pendula var. dalecarlica, Buddleja davidii, Celtis occidentalis, Cercis canadensis, Cercocarpus ledifolius, Crataegus oxyacantha, Forsythia intermedia, Fraxinus pennsylvanica, Juglans nigra, Kolkwitzia amabilis, Lonicera tatarica, Magnolia stellata, Mahonia aquifolium, Malus spectablis, Philadelphus lewisii, Picea abies, Pinus edulis, Picea pungens, Pinus mugo, Pinus nigra, Pinus sylvestris, Populus tremuloides, Potentilla fruticosa, Prunus cerasifera, Prunus virginiana, Pyrus calleryana var. Bradford, Quercus robur var. fastigiata, Salix blanda, Syringa, Taxus x media, Thuja orientalis, Ulmus americana, Ulmus glabra var. camperdownii, Ulmus pumila, y Viburnum opulus.